# سیارک ۲۰۵۲۹
سیارک ۲۰۵۲۹ (به انگلیسی: 20529 Zwerling، نامگذاری:1999RM53) بیست هزار و پانصد و بیست و نهمین سیارک کشف شده‌است که در ۷ سپتامبر ۱۹۹۹ کشف شد.
قدر مطلق سیارک برابر ۱۴.۱ است.